# 莱斯利·菲利普斯
莱斯利·萨缪尔·菲利普斯 CBE （1924年4月20日—2022年11月7日）， 英国演员，20世纪50年代崭露头角，以“叮咚（Ding dong）”和“你好（Hello）”为口头禅在喜剧片中扮演圆滑的上流社会角色，曾出演《Carry On》、《房里的医生》系列电影以及BBC电台长篇喜剧系列《海军云雀》，后来陆续出演了一些戏剧角色，包括与彼得·奥图一起主演的《末路爱神》(2006) ，其凭借该片获得英国电影和电视艺术学院提名。他亦在多部哈利波特系列电影中为分院帽配音。

## 早年生活
菲利普斯于1924年4月20日生于托特納姆，在家中排行第三，母亲为塞西莉亚·玛格丽特（Cecelia Margaret，本姓纽洛夫），父亲为弗雷德里克·萨缪尔·菲利普斯（Frederick Samuel Phillips），曾在埃德蒙顿的炊具制造商Glover and Main工作。 菲利普斯将他生活的街道描述为“超出了鲍尔钟声范围，又在考克尼一般人的足迹之内”。1931年，菲利普斯一家搬到清福德，菲利普斯就读于这里的拉克斯伍德小学。因此，菲利普斯称自己既是伦敦男孩又是埃塞克斯男孩。1935年，他的父亲因受到工厂“肮脏、含硫磺”的空气影响，导致心脏虚弱和水肿去世，享年44岁。
父亲去世后，菲利普斯在母亲的坚持下被送往意大利康蒂学院（Italia Conti Academy），因当时地方口音被视为有抱负的演员的障碍，故菲利普斯在该学院参加戏剧表演、舞蹈表演及演讲，以摆脱考克尼口音。菲利普斯花了一些时间来完善标准发音，后来表示“完善口音最好的方法就是与听起来正宗的人、戏剧界的人和战争期间工作于军官食堂的人交流。1938年，14岁的菲利普斯辍学。

## 职业生涯

### 早期
1937年，菲利普斯首次登台演出，在伦敦守护神剧院的《彼得潘》中，搭档安娜·尼格尔，于剧中饰演一匹狼，其后在该剧1938-39年的后续剧集中扮演约翰·拿破仑·达林，由让·福布斯-罗伯逊饰演彼得，西摩·希克斯饰演胡克船长。通过演戏，菲利普斯得以赚到更多收入，一定程度上缓解了父亲去世后家人的经济困境。
菲利普斯出演的首部电影是1938 年的音乐喜剧《Lassie from Lancashire》。他还曾出演松林制片厂的早期电影《Climbing High》（1938 年）和《日本天皇》（1939 年），惟未出现在演员名单中，2006年，在工作室成立70周年之际，菲利普斯表示自己可能是最早在该工作室工作并仍然健在的演员之一。此外，他曾在伊灵工作室的《骄傲的山谷》（1940）中扮演一个小角色，并得以与他非常钦佩的保罗·罗伯逊合作。
第二次世界大战初期，菲利普斯在西区剧院为賓基·博蒙特和H. M. Tennent工作室工作，演出经常被空袭警报打断，菲利普斯后来回忆说，“观众时常会突然消失，并前往地窖或地铁站躲避。1942年，菲利普斯应征入伍，其後晋升为皇家炮兵的上等兵。由于操上流社会口音，菲利普斯获得赴卡特里克接受军官训练的机会，1943年，他被正式任命为皇家炮兵少尉。1944年，他被调往杜伦轻步兵团，但在诺曼底登陆前不久被诊断出患有可能会导致部分瘫痪的神经系统疾病，被认为不适合履行该职务，他最初被错误地送进精神病院，其后得到转移。
1944年12月，菲利普斯以中尉身份退伍，其演艺生涯开始于“英格兰北部最阴暗、常有老鼠出没的老剧场和音乐厅”。他重新进入电影演员行列，先后在《春残梦断》、《紅菱艷》（均为1948年）中露面，但出现于演员表中。1952年，菲利普斯在情景喜剧《我的妻子杰奎琳》中首次担任主角。
1957年，菲利普斯在金·凯利的音乐剧《巴黎之恋》中取得重大突破。虽然该片取得了巨大的成功，但菲利普斯决定不进入好莱坞，部分原因是他认为自己主要是一名戏剧演员，不想成为“穷人的大卫·尼文”。1957年，他开始出演英国喜剧电影，如《連襟兄弟》和《地球上最小的秀》。1959年，菲利普斯在《继续护士（Carry On Nurse）》（《Carry On》系列电影的第二部）中饰演一个小角色杰克·贝尔。影片中他的口头禅“叮咚”成为他的代表性口号。人们将他与能说会道、性欲旺盛等品质密切关联，其口头禅“叮咚”、“我说”和“你好”亦开始在英国流行。菲利普斯在另外两部《Carry On》系列电影《继续老师（Carry On Teacher）》（1959年）和《继续警官（Carry On Constable）》（1960年）中使他的形象得以巩固，其后他告诉制片人彼得·罗杰斯，自己不再想继续出演该系列，该系列导演杰拉德·托马斯便邀请菲利普斯出演其他几部喜剧电影，如在《一书激起千层浪》（1959）中，菲利普斯饰演一位受人尊敬的家庭医生亨利·曼纳斯，以及在《别开玩笑》（改编自当时17岁的朱莉娅·洛克伍德的同名书籍）中饰演父亲大卫·罗宾逊，与杰拉尔丁·麦克伊万演对手戏。
1959年至1977年间，菲利普斯经常出现在广播剧中并因此广为人知，曾与乔恩·珀特维和罗尼·巴克搭档出演喜剧《海军云雀》（饰演菲利普斯中尉），另外他还出演过电影版的《海军云雀》（1959年），是该广播系列剧的演员中唯一一位这样做的人。
1960年，菲利普斯出演了《春满杏林》，该片是医生系列喜剧的第四部，也是该系列中第一部狄·保加第未有参演的电影，其后他亦出现在该系列的另外两部电影中，分别为《荒唐医生艳事多》（1966年）和《倒霉的医生》（1970年）。菲利普斯也出演过肯·安纳金执导的几部喜剧电影，经常与他于医生系列中的搭档詹姆斯·罗伯逊·贾斯蒂斯 一起出演，包括《非常重要的人》(1961)、《滑稽交响曲》(1961) 和《谁偷妙贼》(1962)。1962年，菲利普斯和贾斯蒂斯与斯坦利·巴克斯特联合出演了安纳金的《飞车女郎》，该片为英国当年票房最高的影片之一，其后于1964年推出续集《麻烦的岳父大人》。
1960年代，菲利普斯出演喜剧团队高尔顿和辛普森创作的两部戏剧，分别为《Impasse》（1963年作为《Comedy Playhouse》的一部分播出）和《The Suit》（1969年《高尔顿与辛普森喜剧系列》中的一集），后者于四年后被发展为一个完整系列《Casanova '73》，菲利普斯主演有强迫症的花花公子亨利·纽豪斯，但该系列反响不佳，并因其不雅内容而受到全国观众和听众协会的玛丽·怀特豪斯批评。

### 后期
到了1980年代初，菲利普斯认为自己常常扮演的温文尔雅、好色的角色“有点墨守成规”，希望能涉足戏剧。他先在《走出非洲》(1985) 中扮演了一个相对较为次要的角色，其后在斯蒂芬·斯皮尔伯格的《太阳帝国》(1987) 中扮演了一个更重要的角色，这个角色是一个瘦弱的战俘，菲利普斯为此进行了减肥。后来他开始忙于在舞台上和电视作品中担任性格演员，如《丑闻》（1989年）和《古墓丽影》（2001年）。 1992年，他重新出演《Carry On》系列，推出《Q版哥伦布（Carry On Columbus）》，惟反响不佳。菲利普斯还为哈利波特系列电影中的分院帽配音，出现在《哈利波特：神秘的魔法石》(2001)、《哈利波特：消失的密室 (電影)|哈利波特：消失的密室]]》(2002) 以及该系列最后一部电影《哈利·波特与死亡圣器（下）》（2011) 中。
菲利普斯还曾出现在英国电视情景喜剧中，包括与费莉西蒂·肯德尔共同出演的《Honey for Tea》，以及客串出演的《The Bill》、《霍尔比市》和《骇人命案事件簿》等系列影视的热门剧集。 2006年，他搭档彼得·奥图，在哈尼夫·库雷希的电影《末路爱神》中饰演资深演员伊恩，并凭借次角色获2007年英国电影和电视艺术学院奖最佳男配角提名。菲利普斯的自传《你好》于2006年由Orion出版。
菲利普斯于1998年被授予大英帝国官佐勋章 (OBE)，并又2008年新年获晋升为大英帝国司令勋章 (CBE)。
菲利普斯另曾与朱尔斯·威廉姆斯和电影制作公司Back Door Productions合作，为英国Sky Arts频道制作了系列电视《Living The Life》，共播出三季，于2013年结束。
他的演艺生涯持续到2012年，此后继续在电视上露面，直到2015年接受BBC第一台的一档节目的采访。

## 个人生活及逝世
菲利普斯的第一任妻子是佩内洛普·巴特利(1925–1981), 两人于1948年5月30日结婚，育有四个孩子。1962年，菲利普斯与女演员卡罗琳·莫蒂默（作家佩内洛普·莫蒂默的以及约翰·莫蒂默的继女，约翰·莫蒂默则是菲利普斯主演的一部舞台剧的候补演员）开始恋情，随后与巴特利分居，并于1965年离婚。
与莫蒂默的关系结束后，菲利普斯开始与澳大利亚女演员维姬·卢克建立关系，并一起生活了大约三年。
1977年，菲利普斯与女演员安吉拉·斯库拉同居，当时斯库拉正怀着另一位演员的孩子，他将这个孩子当作自己的儿子抚养长大。1981年在澳大利亚巡演时，菲利普斯得到巴特利死于一场火灾的消息，选择继续演出而不是去参加她的葬礼。他后来承认，他的家人一直没有原谅他的这个决定。
1982年，菲利普斯与斯库拉结婚。虽然在1992年，患有双相情绪障碍症的斯库拉曾试图自杀，但她并没有被强制入院。2011年4月11日，斯库拉因喝下有腐蚀性的下水道清洁剂而去世，喉咙、身体和食道40%被烧伤，无法存活。她亦曾患有肠癌，虽然后来已被治愈，但她一直担心复发。三个月后，斯库拉的死因调查工作开始，菲利普斯因感到不适，并未参加调查。死因裁判官裁定斯库拉是“在精神平衡受到干扰时杀死了自己”。
2010年11月16日，菲利普斯被评为伦敦金融城荣誉市民。菲利普斯是托特纳姆热刺足球俱乐部的支持者，并曾在2012年4月1日该球队在主场对阵斯旺西城的比赛中亮相，演出部分半场娱乐节目。
2013年12月20日，89岁的菲利普斯与第三任妻子扎拉·卡尔结婚。
菲利普斯在90岁时两次中风，相隔六个月，经过长期患病后，于2022年11月7日在伦敦的家中去世，享年98岁。